# Grünwald (Familienname)
Grünwald oder Gruenwald ist ein deutscher Familienname.

## Namensträger
- Adolph Grünwald (1840–1925), Kaufmann, Bauherr und Kunstsammler
- Alexander Grünwald (* 1989), österreichischer Fußballspieler
- Alfons Grünwald (* 1961), österreichischer Jurist und Hochschullehrer
- Alfred Grünwald (1884–1951), österreichischer Operettenlibrettist
- Alfred Grünwald (Maler) (1929–1966), Schweizer Maler
- Alfred Ferdinand Gruenwald (Zentrodada; 1892–1927), deutscher Maler, Grafiker, Autor und Publizist des Dadaismus sowie Bergsteiger, siehe Johannes Theodor Baargeld
- Anton Adalbert Grünwald (1873–1932), österreichischer Ingenieur, Physiker und Mathematiker
- Anton Karl Grünwald (1838–1920), österreichischer Mathematiker
- Béla Iványi-Grünwald (Maler) (1867–1940), ungarischer Maler
- Béla Iványi-Grünwald (Historiker) (1902–1965), ungarisch-britischer Historiker
- Bertold Grünwald (1885–1962), österreichischer Filmregisseur und Produzent, siehe Karl Grune
- Boris Grünwald (1933–2014), deutscher Bildhauer
- Christian Grünwald (* 1964), deutscher Koch
- Ernst Grünwald (* 1956), deutscher Bildhauer
- Eugen Grünwald (1856–1929), deutscher Klassischer Philologe und Gymnasialdirektor
- Fabian Grünwald (* 1990), deutscher Grasskiläufer
- Frank Grünwald (* 1957), deutscher Nuklearmediziner und Hochschullehrer
- Franz Joseph Grünwald (1708–1743), deutscher Mediziner, siehe Franz Joseph Grienwaldt
- Friedrich Grünwald (1906–1947), deutscher Verkehrsingenieur und Fotograf
- Georg Grünwald (um 1490–1530), Tiroler Reformator
- Gerald Grünwald (1929–2009), deutscher Jurist
- Gertrude Haider-Grünwald, österreichische Journalistin, Autorin, Kunstkritikerin und Ausstellungskuratorin
- Géza Grünwald (1910–1942), ungarischer Mathematiker
- Günter Grünwald (Radsportler) (1935–1992), deutscher Radsportler
- Günter Grünwald (* 1956), deutscher Komiker und Kabarettist
- Hans-Henning Grünwald (1939–2020), deutscher Jurist und Politiker (CDU)
- Hans-Joachim Grünwald (1931–2014), deutscher Sportfunktionär
- Hans-Werner Grünwald (* 1963), deutscher Fußballspieler
- Heinrich Grünwald, deutscher Kunsthändler und Ehrensenator der Technischen Hochschule in Stuttgart
- Ingeborg Grünwald (* 2001), österreichische Weitspringerin
- Irmingard Grünwald (1912–1986), deutsche Malerin
- Jan G. Grünwald (* 1974), deutscher Kunstpädagoge
- Josef Grünwald (* 1936), deutscher Weihbischof und Dompropst des Bistums Augsburg
- Josef Grünwald (Mathematiker) (1876–1911), deutscher Mathematiker in Prag
- Julia Grünwald (* 1991), österreichische Skirennläuferin
- Julius Grünwald (1869–1945), österreichischer Politiker (SDAP)
- Karl Grünwald (1887–1964), österreichischer Oberleutnant, Kunstsammler und Förderer von Egon Schiele
- Kaspar Grünwald († 1512), deutscher Geistlicher
- Leopold Grünwald (1901–1992), sudetendeutscher Kommunist und Freidenker
- Luca Grünwald (* 1994), deutscher Motorradrennfahrer
- Ludwig Grünwald (1863–1927), Otolaryngologe (Hals-Nasen-Ohrenarzt)
- Mark Gruenwald (1953–1996), US-amerikanischer Comicautor, -zeichner und redakteur
- Martin Grünwald (1664–1716), deutscher Geistlicher, Theologe, Lehrer und Kirchenlieddichter
- Mathias Grünwald (1955–2019), deutscher Zoologe und Tierökologe
- Michael Grünwald (Politiker), deutscher Politiker, MdL Bayern (Königreich, 11. Wahlperiode)
- Michael Grünwald (Kunsthistoriker) (1967–2011), österreichischer Kunsthistoriker
- Oskar Grünwald (* 1937), Repräsentant der österreichischen Verstaatlichten Industrie
- Pascal Grünwald (* 1982), österreichischer Fußballspieler
- Peter Grünwald (* 1964), österreichischer Militär, Brigadier des Österreichischen Bundesheeres
- Seligmann Grünwald (1800–1856), deutscher Rabbiner und Autor
- Sidonie Grünwald-Zerkowitz (1852–1907), österreichische Schriftstellerin, Dichterin, Übersetzerin und Modeschöpferin
- Siegfried Grünwald (1938–2022), deutscher Politiker (SED)
- Susann Grünwald-Aschenbrenner, (* 20. Jahrhundert), deutsche Journalistin und Übersetzerin
- Tibor Grünwald (1912–1992), ungarischer Mathematiker, siehe Tibor Gallai
- Ute Gruenwald (* 1943), deutsch-amerikanische Malerin
- Vendelín Grünwald (1812–1885), böhmisch-tschechischer Jurist und Abgeordneter